# Алигулу-хан II Шамлы
Алигулу-хан II Шамлы (азерб. II Əliqulu xan Şamlı) — военный и политический деятель Сефевидского государства, правитель Меручака, поэт.

## Биография
Алигулу-хан был одним из сыновей Хасан-хана Шамлы. Тахир Насрабади описывает как искусного воина и управленца. Он был правителем Меручака, где его отвага и бесстрашие удерживали узбеков в повиновении, и по этой причине он был на хорошем счету у шаха Аббаса II. Он был покровителем поэтов и сам был поэтом, писавшим под поэтическим псевдонимом «Азам». Тахир Насрабади пишет, что он видел диван Алигулу-хана, состоявший из примерно двух тысяч двустиший. 